# Halowe Mistrzostwa Świata w Lekkoatletyce 2006 – bieg na 3000 m mężczyzn
Bieg na 3000 m mężczyzn – jedna z konkurencji rozgrywanych podczas halowych mistrzostw świata w lekkoatletyce w 2006. Eliminacje odbyły się 10 marca, a finał został rozegrany 12 marca.
Do eliminacji zgłoszonych zostało 24 zawodników z 18 państw.
Zawody w tej konkurencji wygrał reprezentant Etiopii Kenenisa Bekele. Drugą pozycję zajął zawodnik z Kataru Saif Saaeed Shaheen, trzecią zaś reprezentujący Kenię Eliud Kipchoge.

## Wyniki

### Eliminacje
Źródło: 
Bieg 1
| Miejsce | Zawodnik                 | Państwo           | Wynik   | Uwagi |
| ------- | ------------------------ | ----------------- | ------- | ----- |
| 1.      | Eliud Kipchoge           | Kenia             | 7:52,57 |       |
| 2.      | Tariku Bekele            | Etiopia           | 7:52,58 |       |
| 3.      | Saif Saaeed Shaheen      | Katar             | 7:52,85 |       |
| 4.      | Alistair Ian Cragg       | Irlandia          | 7:53,74 | SB    |
| 5.      | Günther Weidlinger       | Austria           | 7:53,83 |       |
| 6.      | Halil Akkaş              | Turcja            | 7:54,60 |       |
| 7.      | Tareq Mubarak Taher      | Bahrajn           | 7:55,10 |       |
| 8.      | Pawieł Naumow            | Rosja             | 7:55,28 |       |
| 9.      | Jonathon Riley           | Stany Zjednoczone | 7:59,30 |       |
| 10.     | Isaac Kiprop             | Uganda            | 8:05,00 | NR    |
| 11.     | Francisco Javier Alves   | Hiszpania         | 8:11,85 |       |
| 12.     | Bjørnar Ustad Kristensen | Norwegia          | 8:21,90 | PB    |

Bieg 2
| Miejsce | Zawodnik             | Państwo           | Wynik   | Uwagi |
| ------- | -------------------- | ----------------- | ------- | ----- |
| 1.      | Kenenisa Bekele      | Etiopia           | 7:54,85 |       |
| 2.      | Shadrack Korir       | Kenia             | 7:55,14 |       |
| 3.      | Mukhallad al-Otaibi  | Arabia Saudyjska  | 7:55,14 |       |
| 4.      | Adil Kaouch          | Maroko            | 7:55,18 |       |
| 5.      | Siergiej Iwanow      | Rosja             | 7:56,44 |       |
| 6.      | César Pérez          | Hiszpania         | 7:58,06 |       |
| 7.      | Vincent Le Dauphin   | Francja           | 7:58,60 |       |
| 8.      | Dieudonné Disi       | Rwanda            | 8:01,73 | PB    |
| 9.      | Aadam Ismaeel Khamis | Bahrajn           | 8:02,16 |       |
| 10.     | Iaroslav Mușinschi   | Mołdawia          | 8:08,35 | SB    |
| 11.     | Steve Slattery       | Stany Zjednoczone | 8:17,15 |       |
| 12.     | Jorge Cabrera        | Paragwaj          | 8:33,95 | PB    |

### Finał
Źródło: 
| Miejsce | Zawodnik            | Państwo          | Wynik   | Uwagi |
| ------- | ------------------- | ---------------- | ------- | ----- |
| 01 !    | Kenenisa Bekele     | Etiopia          | 7:39,32 |       |
| 02 !    | Saif Saaeed Shaheen | Katar            | 7:41,28 |       |
| 03 !    | Eliud Kipchoge      | Kenia            | 7:42,58 |       |
| 4.      | Alistair Ian Cragg  | Irlandia         | 7:46,43 | SB    |
| 5.      | Shadrack Korir      | Kenia            | 7:47,11 |       |
| 6.      | Tariku Bekele       | Etiopia          | 7:47,67 |       |
| 7.      | Adil Kaouch         | Maroko           | 7:48,01 |       |
| 8.      | Mukhallad al-Otaibi | Arabia Saudyjska | 7:52,91 |       |
| 9.      | Pawieł Naumow       | Rosja            | 7:56,24 |       |
| 10.     | Günther Weidlinger  | Austria          | 7:57,32 |       |
| 11.     | Tareq Mubarak Taher | Brunei           | 8:04,99 |       |
| 12.     | Halil Akkaş         | Turcja           | 8:10,37 |       |